# Nanorana ventripunctata
Nanorana ventripunctata és una espècie de granota de la família dels rànids. Es tracta d'un endemisme de la província de Yunnan al nord-oest de la Xina, on es troba a una altitud d'entre 3.120 m i 4.100 m. No és una espècie rara i les seves poblacions s'han mantingut estables.
Habita en llacs, estanys i basses en zones d'alta muntanya, prop de rierols i rius. Es reprodueix en basses.